# Seznam likov v Ježku Sonicu
Seznam likov v Ježku Sonicu.

## Roboti
- Cubot
- Bomb
- Emerl
- E-102 Gama (E-102 γ)
- E-123 Omega (E-123 Ω)
- Gemerl
- Heavy
- Kovinski Knuckles
- Kovinski Sonic
- Meha Sonic
- Omochao
- Orbot
- Srebrni Sonic
- Tailsova lutka

## Ljudje, antropomorfne živali in podobno

### A
- Albatros Storm
- Amy Rose

### C
- Chip

### D
- Doktor Robotnik

### J
- Ježek Sonic
- Ježek Shadow
- Ježek Silver

### K
- Kameleon espio
- Kaos
- Kljunati ježek Knuckles
- Kljunati ježek Pachacamac
- Kljunata ježevka Tikal
- Krokodil Vector

### L
- Lastovka Wave
- Leteči veverček Ray

### M
- Maček Big
- Mačka Blaze
- Mačka Honey
- Maria Robotnik
- Medved Bark
- Miles "Tails" Prower

### N
- Netopirka Rogue

### P
- Pasavec Mighty
- Podlasec Nack
- Profesor Gerald Robotnik

### R
- Racman Bean

### S
- Sokol Jet

### T
- Trot Charmy

### Z
- Zajčica Cream
- Zajčica Vanilla

## Liki zunaj videoiger

### A
- Agent Stone
- Antoine Depardieu

### B
- Bartleby
- Bocoe
- Bokkun
- Breezie
- Bunnie Rabbot

### C
- Chris Thorndyke
- Chuck Thorndyke
- Coconuts
- Cosmo
- Cyrus

### D
- Decoe
- Dingo
- Dolgokrempljevka
- Dulcy

### G
- Gospod Stewart
- Gospod Tanaka
- Grounder

### I
- Ixis Naugus

### J
- Jazbečevka Sticks
- Ježek Manic
- Ježevka Sonia
- Jojo

### K
- Katella
- Komandant Walters
- Kralj Acorn
- Kraljica Aleena
- L
- Lindsey Thorndyke

### M
- MacHopper
- Maddie Wachowski

### N
- Narednik Doberman
- Nelson Thorndyke
- Nori Carl

### P
- Princesa Sally
- Profesor Von Schlemmer

### R
- Rachel
- Randall Handel
- Rotor

### S
- Sam Speed
- Scarlet Garcia
- Scratch
- Sleet
- Snively
- Stric Chuck

### T
- Tom Wachowski
- Topaz

### W
- Wade Whipple
- Wes Weasley